# 松岡組
松岡組（松岡組）、本部位於大阪府大阪市城東區東中濱1-12-26 的設置，日本的指定暴力團之一・六代目山口組的2次團體。正式成員約50餘人。2006年9月 組解散；三代目織田組引繼。

## 略史
松岡義雄、原為三代目山口組織田組的幹部；1986年8月、初代織田組長病逝後，織田組分成兩派，松岡義雄組成「松岡組」、高橋成治另成立（讓心會）。之後，讓心會解散。
2006年9月、松岡義雄組長引退，同組舍弟頭・高野永次（原高野組組長）繼承「三代目織田組」組長，六代目山口組直參升格。

## 最高幹部
- 組長・松岡義雄（六代目山口組幹部兼慶弔審議委員長）
- 若頭・野崎　悟（野崎組組長）
- 舍弟頭・高野永次（高野組組長）